# Haberma tingkok
Haberma tingkok je miniaturna vrsta rakov, ki je endemična v Hong Kongu. Gre za tretjo vrsto v rodu Haberma.

## Opis
Haberma tingkok doseže v dolžino manj kot en centimeter. Raka sta na drevesu, na višini 1,5 do 1,8 metra, odkrila znanstvenika dr. Stefano Cannicci iz Univerze v Hong Kongu in dr. Peter Ng iz Univerze v Singapuru.

## Referencs
1. ↑  »Species New to Science«. novataxa.blogspot.com. Pridobljeno 23. marca 2017.
2. ↑  Estes, Adam Clark. »Wait, Crabs Can Climb Trees?!«. Gizmodo (v ameriški angleščini). Pridobljeno 23. marca 2017.
3. ↑  »New species of terrestrial crab found climbing on trees in Hong Kong -- ScienceDaily«. www.sciencedaily.com. Pridobljeno 23. marca 2017.
4. ↑  »New species of terrestrial crab found climbing on trees in Hong Kong«. Pridobljeno 23. marca 2017.